# نيناد ميتروفيتش
نيناد ميتروفيتش هو لاعب كرة قدم صربي في مركز حراسة المرمى، ولد في 31 مايو 1998 في نوفي ساد في صربيا. لعب مع نادي باتشكا بالانكا.

## وصلات خارجية
- نيناد ميتروفيتش على موقع Soccerbase.com (لاعب) (الإنجليزية)
- نيناد ميتروفيتش على موقع Soccerway.com (الإنجليزية)
- نيناد ميتروفيتش على موقع عالم كرة القدم.نت (الإنجليزية)